# Nguyễn Tiến Minh
Nguyễn Tiến Minh (Ho Chi Minh, 12 febbraio 1983) è un giocatore di badminton vietnamita.

## Palmarès

### Mondiali
- 1 medaglia:
  - 1 bronzo (Canton 2013 nel singolare)

### Giochi del Sud-Est asiatico
- 4 medaglie:
  - 4 bronzi (Manila 2005 a squadre; Nakhon Ratchasima 2007 nel singolare; Naypyidaw 2013 nel singolare; Kuala Lumpur 2017 nel singolare)